# 鳥栖筑紫野道路
鳥栖筑紫野道路（とすちくしのどうろ）は、佐賀県鳥栖市から福岡県筑紫野市に至る一般道路である。愛称「かささぎロード」。

## 概要
福岡県道・佐賀県道17号久留米基山筑紫野線の一部で、福岡県筑紫野市と佐賀県鳥栖市を結んでいる国道3号のやや西側を並行し、同道のバイパスの役割を果たしている。武蔵交差点で接続する福岡県道31号福岡筑紫野線と合わせ、福岡市と久留米市を結ぶルートを構成する。
全線一般道路であるため自動車の最高速度は60 km/hであり、軽車両（自転車）・歩行者も通行可能である。

### 路線データ
本線
- 起点：佐賀県鳥栖市養父町（養父町交差点、福岡県道・佐賀県道17号久留米基山筑紫野線上）
- 終点：福岡県筑紫野市武蔵5丁目（武蔵交差点、福岡県道7号筑紫野インター線・福岡県道31号福岡筑紫野線交点、福岡県道・佐賀県道17号久留米基山筑紫野線終点）
- 全長：13.5 km
- 規格：第3種第2級
- 道路幅員：17.25 - 25.0 m
- 車線数：4車線
- 車線幅員：3.25 m
- 設計速度：60 km/h

国道3号接続道路
- 起点：佐賀県三養基郡基山町大字小倉（福岡県道・佐賀県道17号久留米基山筑紫野線交点）【北緯33度26分29.2秒 東経130度31分38.3秒 / 北緯33.441444度 東経130.527306度】
- 終点：福岡県筑紫野市大字原田（国道3号交点）【北緯33度26分43.4秒 東経130度32分17.2秒 / 北緯33.445389度 東経130.538111度】
- 全長：1.7 km
- 規格：第3種第2級
- 道路幅員：9.0 m
- 車線数：2車線
- 車線幅員：3.25 m
- 設計速度：50 km/h

## インターチェンジなど

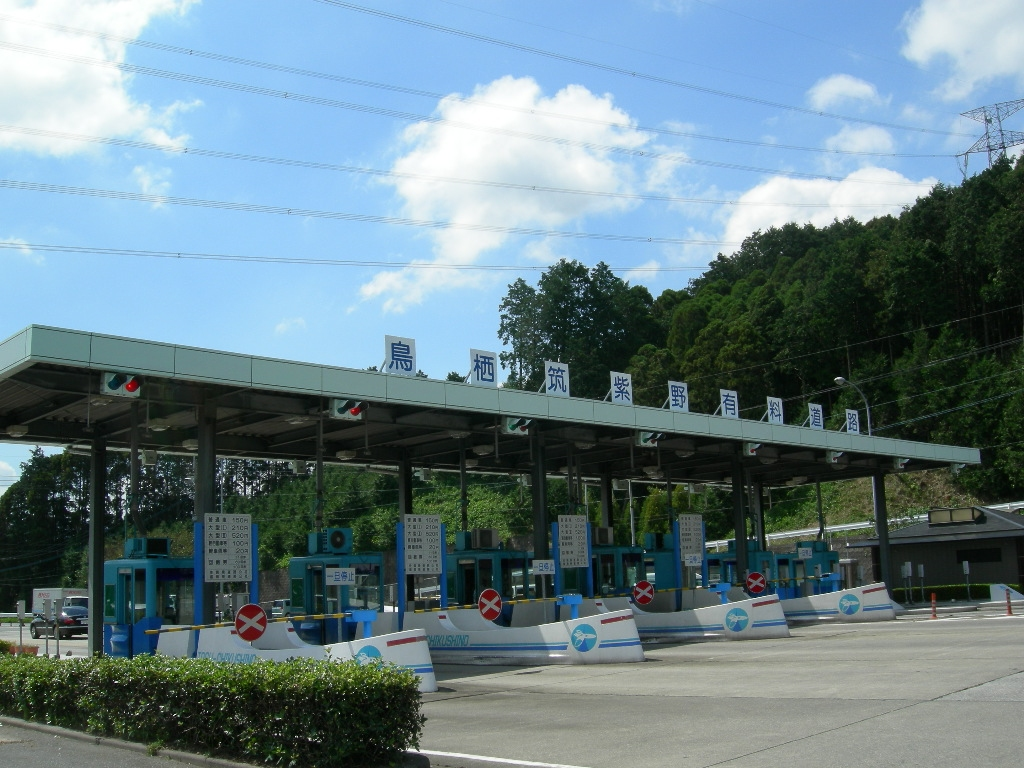
かつての鳥栖筑紫野道路・本線料金所（佐賀県三養基郡基山町）。
無料化に伴い閉鎖され、料金所設備は撤去された。

- 上側が起点側、下側が終点側。
- 接続路線などの特記がないものは、市町道。

| インターチェンジ名                                                                      | 接続路線など                              | 接続路線など                              | 所在地 | 所在地   | 道路管理者 | 起点 から (km) |
| --------------------------------------------------------------------------------------- | ----------------------------------------- | ----------------------------------------- | ------ | -------- | ---------- | -------------- |
| 福岡県道・佐賀県道17号久留米基山筑紫野線 久留米方面                                     |                                           |                                           |        |          |            |                |
| 養父町                                                                                  | 鳥栖市街方面                              | 中原・神埼方面                            | 佐賀県 | 鳥栖市   | 佐賀県     | -              |
| 国泰寺IC                                                                                | -                                         | -                                         | 佐賀県 | 鳥栖市   | 佐賀県     | -              |
| 柚比IC                                                                                  | 佐賀県道329号九千部山公園線               | 佐賀県道329号九千部山公園線               | 佐賀県 | 鳥栖市   | 佐賀県     | -              |
| 正応寺IC                                                                                | -                                         | 正応寺方面                                | 佐賀県 | 基山町   | 佐賀県     | -              |
| 園部IC                                                                                  | 佐賀県道・福岡県道137号基山平等寺筑紫野線 | 佐賀県道・福岡県道137号基山平等寺筑紫野線 | 佐賀県 | 基山町   | 佐賀県     | -              |
| 宮浦IC                                                                                  | 佐賀県道300号基山公園線                   | 佐賀県道300号基山公園線                   | 佐賀県 | 基山町   | 佐賀県     | -              |
| 城戸IC                                                                                  | 基山市街方面                              | 丸林方面                                  | 佐賀県 | 基山町   | 佐賀県     | -              |
| -                                                                                       | 料金所跡                                  | 料金所跡                                  | 佐賀県 | 基山町   | 佐賀県     | -              |
|                                                                                         | 国道3号                                   | -                                         | 佐賀県 | 基山町   | 佐賀県     | -              |
| 原田IC                                                                                  | -                                         | -                                         | 福岡県 | 筑紫野市 | 福岡県     |                |
| 城山IC                                                                                  | 福岡県道582号山口原田線                   | 福岡県道582号山口原田線                   | 福岡県 | 筑紫野市 | 福岡県     |                |
| 立明寺IC                                                                                | むさしヶ丘団地方面                        | むさしヶ丘団地方面                        | 福岡県 | 筑紫野市 | 福岡県     | 4              |
| 三本松IC                                                                                | 佐賀県道・福岡県道137号基山平等寺筑紫野線 | 佐賀県道・福岡県道137号基山平等寺筑紫野線 | 福岡県 | 筑紫野市 | 福岡県     |                |
| 武蔵                                                                                    | 福岡県道7号筑紫野インター線               | 福岡県道31号福岡筑紫野線                  | 福岡県 | 筑紫野市 | 福岡県     | 5.4            |
| 福岡県道31号福岡筑紫野線 福岡方面（福岡県道7号筑紫野インター線 筑紫野市役所方面と重複） |                                           |                                           |        |          |            |                |

## 歴史
- 1972年（昭和47年）5月21日 - 一般有料道路として供用開始。
- 1991年（平成3年）頃 - 料金所から国道3号への接続道路が完成。
- 2007年（平成19年）5月9日 - 料金徴収期間満了に伴い無料開放。

## 路線状況

### 交通量
道路交通センサス　一般交通量調査結果から
| 平日24時間交通量（台/24時間）                | 2005年 | 2010年 |
| -------------------------------------------- | ------ | ------ |
| 佐賀県鳥栖市柚比町荻野跨道橋下（田代公園前） | 43,064 | 46,563 |
| 福岡県筑紫野市筑紫                           | 19,035 | 25,375 |

### 料金
無料化直前の料金は軽自動車・自動二輪車100円、普通車150円、大型車210円、特大車520円であった。ただし、料金所は道路中間部、県境付近の三養基郡基山町大字小倉（城戸IC - 原田IC間）に設置されており、そこを通過しなければ無料で通行することが可能であった。
無料化後の2007年（平成19年）10月・11月に佐賀県が調査した結果では、料金所跡の通行量は1日平均39,090台で、無料化前の同地点の1日平均19,609台のほぼ2倍に達した。料金所から離れた鳥栖市柚比町・真木町での通行量は無料化前に比べ大きな変動はなく、それまで城戸IC - 原田IC間で周辺の一般道路へ迂回していた車が無料化に伴い迂回せずに通行するようになったことによるものと見られている。

## 地理

### 通過する自治体
- 佐賀県
  - 鳥栖市
  - 三養基郡基山町
- 福岡県
  - 筑紫野市

### 交差する鉄道
- 鹿児島本線